# Jerzy Kawalerowicz

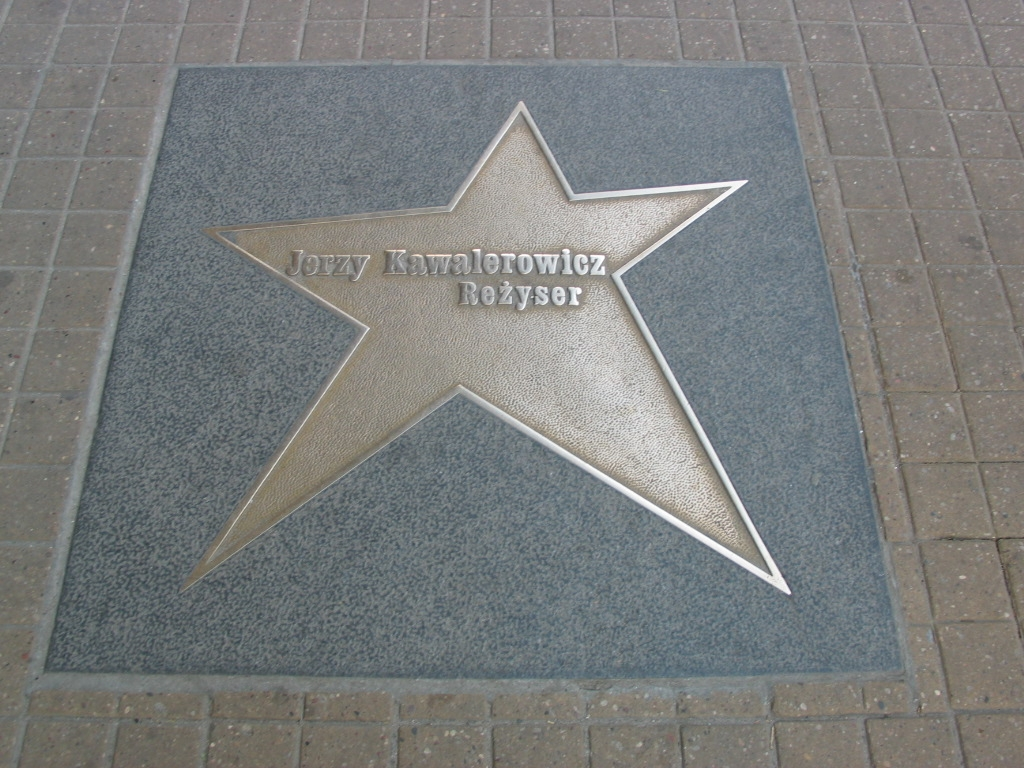
Estrella de Kawalerowicz al Passeig de la fama de Łódź

Jerzy Franciszek Kawalerowicz (Gwoździec, 19 de gener de 1922 –Varsòvia 27 de desembre de 2007) va ser un director de cinema i polític polonès, ha estat membre del Partit Obrer Unificat Polonès des del 1954 fins a la seva dissolució el 1990 i diputat al parlament polonès des del 1985 fins al 1989.

## Vida i carrera
Kawalerowicz va néixer a Gwoździec, Polònia, un dels pocs polonesos que vivien en una ciutat mesclada ètnicament jueva i ucraïnesa. La família del pare de Kawalerowicz tenia l'origen a Armènia, originalment tenia el cognom Kavalarian. Jerzy Kawalerowicz va destacar per les seves potents imatges orientades als detalls i la profunditat d'idees de les seves pel·lícules. Després de treballar com a ajudant de direcció, va debutar com a director amb la pel·lícula de 1951 Gromada. Va ser una figura destacada a l'Escola Cinematogràfica Polonesa i les seves pel·lícules Cień (Ombra, 1956) i Pociąg (1959) constitueixen algunes de les millors obres d'aquest moviment.
Altres obres destacades de Kawalerowicz inclouen Matka Joanna od Aniołów (1961) i l'adaptació del 1966 de la novel·la de Bolesław Prus' Faraon, que va ser nominada a l'Oscar a la millor pel·lícula de parla no anglesa.
El 1955 Kawalerowicz va ser nomenat cap de la prestigiosa unitat de producció KADR. Va tornar a ocupar aquest càrrec el 1972. Sempre va resistir les pressions de l'administració comunista per produir pel·lícules de propaganda. El seu estudi va produir algunes de les millors pel·lícules poloneses d'Andrzej Wajda, Tadeusz Konwicki i Juliusz Machulski.
El 1969 va ser membre del jurat del 6è Festival Internacional de Cinema de Moscou. El 1975 va ser membre del jurat del 9è Festival Internacional de Cinema de Moscou. El 1976 va ser el cap del jurat del 26è Festival Internacional de Cinema de Berlín. Dos anys després, la seva pel·lícula Śmierć prezydenta (Mort d'un president) va guanyar l'Ós de Plata per una destacada contribució artística al festival de 1978. A l'11è Festival Internacional de Cinema de Moscou va formar part del jurat i va ser guardonat amb el Premi Honorable per la seva contribució al cinema.
Va morir el 27 de desembre de 2007 a Varsòvia. La seva última pel·lícula, Quo Vadis, fou la pel·lícula polonesa amb pressupost més car del 2011.

## Filmografia selecta
- Gromada (1952)
- Celuloza (1953)
- Pod gwiazdą frygijską, (1954)
- Cień (1956)
- Prawdziwy koniec wielkiej wojny (1957)
- Pociąg (1959)
- Matka Joanna od Aniołów (1961)
- Faraó (1966)
- Gra (1968)
- Maddalena (1971)
- Śmierć prezydenta (1977)
- Spotkanie na Atlantyku (1980)
- Austeria (The Inn) (1983)
- Jeniec Europy (1989)
- Bronsteins Kinder (1991)
- Za co? (1995)
- Quo Vadis? (2001)